# 안계면
안계면(安溪面)은 대한민국 경상북도 의성군의 면이다. 넓이는 43.69km2이고, 인구는 2013년 기준으로 4,991명이다.

## 연혁
- 고려 시대 : 상주부에 속하고 안동방이라 칭함.
- 조선 시대 : 비안현에 속하고 안서면이라 칭함.
- 1907년 : 비안현에서 의성군에 속하여 안계면이라 개칭.
- 1914년 : 행정구역개편에 따라 9개 법정동으로 구분.
- 1988년 5월 1일 : 동을 리로 개칭.

## 행정 구역
- 교촌리
- 도덕리
- 봉양리
- 시안리
- 안정리
- 양곡리
- 용기리(1~7)
- 위양리
- 토매리